# Scandalo dell'Informazione
Lo scandalo dell'Informazione fu un famoso scandalo politico sudafricano.
Nella seconda metà degli anni settanta il Sudafrica fu scosso da un grosso scandalo che coinvolse il Dipartimento dell'Informazione, consistente in una presunta appropriazione indebita di fondi pubblici destinati a progetti segreti fra i quali il tentativo di influenzare l'opinione pubblica interna e internazionale a favore del governo dell'apartheid.
Esso è ricordato anche come Scandalo Muldergate (dal nome del dott. Connie Mulder, Ministro dell'Informazione del governo di B.J. Vorster, indicato a succedergli nella carica di Capo del Governo e personaggio principale della vicenda) o Infogate o Rhoodiegate (dal nome di un altro protagonista della vicenda, Eschel Rhoodie). Questa vicenda fece cadere il governo di B.J. Vorster e rovinò la sua carriera politica e quella di molti altri, fra i quali i già menzionati Mulder e Rhoodie.
I personaggi chiave della vicenda oltre a Connie Mulder furono: il generale Hendrick van der Bergh, capo del famigerato Boreau of State Security (BOSS), il già menzionato dott. Eschel Rhoodie, un funzionario di vecchia data del Dipartimento dell'Informazione e già autore del libro The Paper Courtain opera che pose le fondamenta della cosiddetta "Guerra di Propaganda", il Ministro delle finanze dott. Nico Diederichs e l'allora capo del governo, il Primo Ministro John Vorster. Lo Scandalo dell'Informazione costò a tutti loro la carriera politica.
Lo scandalo iniziò all'inizio degli anni settanta, quando il Ministro dell'Informazione Connie Mulder tentò di migliorare l'immagine del Sudafrica e del suo governo razzista all'estero attraverso mezzi moderni, cioè cercando di convincere o comprare il consenso dei media occidentali e di diversi gruppi di pressione. Mulder, insieme con il Primo Ministro Vorster e il Segretario del Dipartimento dell'Informazione Eschel Rhoodie prepararono progetti sostenuti da risorse finanziarie pubbliche per combattere una Guerra di Propaganda a favore del governo dell'apartheid. Nel 1973 il Primo Ministro approvò il piano di Mulder di trasferire circa 64 milioni di Rand dal bilancio del Ministero della Difesa da impegnare in una serie di progetti di propaganda. Questo disegno comprendeva l'elargizione di tangenti ad agenzie di stampa internazionali e addirittura l'acquisto del giornale americano Washington Star. Crediti segreti furono concessi da Vorster a Mulder e Rhoodie. Lo stesso Primo Ministro fu implicato nell'uso segreto di fondi neri destinati alla fondazione e al finanziamento del quotidiano The Citizen, l'unico giornale di una certa rilevanza in lingua inglese favorevole al governo e al National Party così come fu coinvolto in altre attività di propaganda destinate all'estero.
Ma il tenore di vita esageratamente alto di alcuni personaggi come Eschel Rhoodie finì per attirare l'attenzione in particolare dei rivali di Mulder, fra i quali c'era il Ministro della Difesa Pieter Willem Botha. Lo scandalo scoppiò nel 1978, obbligando Vorster a dimettersi e ad accettare, come scappatoia, la carica onorifica di Presidente Statale del Sudafrica. Ma una commissione d'inchiesta istituita poco dopo, la Commissione Erasmus, accertò, nel 1979, le malversazioni di Vorster, concludendo, nella relazione finale che il Primo Ministro sapeva tutto riguardo a tale caso di corruzione e aveva tollerato tutto: a giugno dello stesso anno Vorster fu costretto a dimettersi in disgrazia anche dalla carica di Capo dello Stato. Sempre nel 1979 Connie Mulder fu costretto a dimettersi da Ministro dell'Informazione ma anche da parlamentare e da membro del National Party.

## Antefatti
Uno degli attori principali di questo dramma pittoresco fu Eschel Rhoodie; la sua vicenda inizia otto anni prima dello scoppio vero e proprio dello scandalo. Siamo all'inizio del 1971 ed Eschel Rhoodie è l'addetto stampa dell'Ambasciata del Sudafrica a L'Aia. In tale veste egli negoziò un accordo segreto con un editore olandese di nome Hubert Jussen, secondo il quale quest'ultimo acconsentiva a prestare il suo aiuto per la fondazione di un nuovo periodico chiamato To the Point. Quest'ultimo giornale era segretamente finanziato dal governo sudafricano ed era destinato a contrastare la sfavorevole copertura di stampa che il Sudafrica riceveva all'estero. Tale piano segreto ebbe l'approvazione del Primo Ministro John Vorster, del Capo dei Servizi d'Intelligence Generale Hendrick van den Bergh, del Ministro dell'Informazione dott. Connie Mulder e di Gerald Barrie, l'allora capo del Dipartimento dell'Informazione. Il periodico "To the Point" fu lanciato prima della fine dell'anno. Nel luglio 1972 Eschel Rhoodie fu nominato Segretario del Dipartimento dell'Informazione. Egli era giovane, dinamico, intraprendente ma soprattutto impaziente.
Poco tempo dopo questa nomina a capo di quel Dipartimento degli "Sporchi Inganni" come dopo sarà chiamato il Dipartimento dell'Informazione, Rhoodie nominò come suoi vice Les de Villiers e suo fratello Denyes. All'inizio To The Point fu l'unico progetto segreto di tutta l'operazione ma il Boreau of State Security (BOSS) aveva in programma un alto numero di intrighi, supportati da spie e agenti segreti che all'occorrenza potevano essere utili a superare eventuali ostacoli. Non passò molto tempo che fu istituito un nuovo progetto: questa volta riguardò la creazione di una organizzazione destinata ad opporsi all'esclusione del Sudafrica da tutte le competizioni sportive internazionali e cioè un fantomatico Comitato per la Lealtà nello Sport. Poi fu la volta di un altro piano che coinvolse un gruppo di influenti uomini d'affari stranieri: il Club dei Dieci, come venne chiamato il gruppo, ebbe l'arduo compito di contrastare i media, le Nazioni Unite ed altre istituzioni, individui e nazioni che, secondo il loro punto di vista, per la loro doppiezza e ipocrisia, esprimevano e diffondevano opinioni e giudizi negativi sul Sudafrica. Non era certo un compito facile. Così un insieme di individui molto influenti operavano in modo subdolo per migliorare l'immagine del paese all'estero.
Dal 1973 in avanti, cioè dal periodo in cui Rhoodie lavorava in stretta cooperazione con il "potere dietro il trono" cioè con il Generale Hendrick van den Bergh, capo del Boreau of State Security (BOSS) altri progetti furono creati. Essi erano tutti gestiti e controllati dal Dipartimento dell'Informazione di Eschel Rhoodie ed erano tutti finanziati da denaro pubblico. Data la delicatezza della situazione i soldi erano consegnati in contanti e senza ricevuta.

## La guerra di propaganda
Nel febbraio 1974 Vorster dette l'approvazione ufficiale all'azione segreta durante un incontro a Città del Capo in cui erano presenti Rhoodie, Mulder e il Ministro delle finanze Nico Diederichs. Sin da allora era chiaro che i metodi convenzionali usati dal governo per esprimere le sue opinioni, e cioè film, opuscoli e volantini, non avevano un'efficacia a lungo termine: per questo motivo durante questo incontro si decise che era necessario intraprendere un duro attacco psicologico all'opinione pubblica internazionale. Sarebbero state applicate nuove regole e nuovi sistemi. L'unica cosa che contava era raggiungere gli obiettivi prefissati secondo il motto il "fine giustifica i mezzi" .
Il governo era preoccupato che la locale stampa in lingua inglese fosse interessata a diffondere notizie negative sul Sudafrica e ad alterare quelle positive. Il governo era convinto che fosse in corso una crociata di odio contro il Sudafrica. Per questo motivo, verso la fine del 1975, fu ideato il progetto "Annemarie", dal nome della figlia adolescente di Rhoodie: tale progetto prevedeva la fondazione di un giornale in lingua inglese per contrastare gli attacchi che il governo riceveva dalla stampa anglofona, in particolare dal Rand Daily Mail, un quotidiano molto influente nella formazione dell'opinione pubblica della popolazione anglofona sudafricana (il governo credeva che anche questo giornale partecipasse alla crociata di odio contro il Sudafrica). L'uomo scelto per fronteggiare questa operazione fu il dott. Louis Luyt, miliardario dei fertilizzanti.
Il primo tentativo di quella che sarà chiamata una guerra di propaganda fu il tentativo di Luyt di rastrellare azioni della SAAN (South African Associated Newspaper). Al fine di dare credibilità a questo tentativo di scalata egli si presentò in televisione per spiegare il suo nuovo interesse per l'editoria, cogliendo anche l'occasione di annunciare che aveva alle spalle due importanti colossi dell'editoria stranieri che sostenevano questa sua offerta alla SAAN. Ma nonostante le proposte di trattative da parte di alcuni dei maggiori azionisti della SAAN, il suo tentativo di scalata fu bloccato. Luyt allora annunciò la sua intenzione di creare un suo proprio giornale indipendente che sarebbe arrivato nelle edicole nella seconda metà del 1976. Il nome di questo quotidiano era The Citizen. Il costo per la conduzione del The Citizen si valutò essere intorno ai 130.000 Rand al mese, ma ci si aspettava che il quotidiano sarebbe stato in grado di autofinanziarsi col passare del tempo.
Intanto al Rand Daily Mail la notizia che un nuovo rilevante giornale in lingua inglese stava arrivando sulle scene fu salutata con scetticismo. Lo stesso Rand Daily Mail stava perdendo molto denaro e sarebbe fallito senza l'apporto del Sunday Times. Tuttavia Luis Luyt fu preso sul serio, dal momento che non aveva mai fatto, nella sua vita, tentativi a vuoto. I proprietari del Rand Daily Mail sapevano bene, con molta perspicacia, che circa un quarto dei loro lettori non aveva un legame molto stretto con il giornale e poteva essere convinto facilmente a cambiare a favore di un altro quotidiano in lingua inglese, come poteva essere il nascituro The Citizen. Era una vera e propria lotta per la sopravvivenza.
Nel frattempo un prestito di 12 milioni di Rand fu messo da parte per finanziare il progetto "Annemarie" alla condizione che una volta che il giornale fosse diventato autosufficiente dal punto di vista finanziario, questa somma sarebbe tornata nella casse dello Stato.
Oltre al Citizen, la guerra di propaganda si rivolse anche all'estero in un tentativo di comprare, con tangenti, acquisti e finanziamenti, l'opinione di influenti quotidiani internazionali come il Washinghton Post negli Stati Uniti e altri importanti media europei. Inoltre la guerra di propaganda implicò il riciclaggio di denaro sudafricano in barba alle norme sul Cambio Estero e utilizzando le immense risorse delle miniere d'oro sudafricane per depositare ingenti somme in conti segreti presso banche svizzere. Per non bastare il governo usò conti dai fondi speciali della Difesa che erano protetti dal controllo pubblico in base alla legge sui Conti Speciali della Difesa.
Sfortunatamente, il programma della guerra di propaganda fu costellato da problemi. Fin dai primi numeri del giornale, uscito il 7 settembre 1976, Luyt, Rhoodie e i loro compari erano stati costretti a superare un gran numero di crisi. Anche dopo che la produzione del giornale entrò a pieno regime, le cose non andarono meglio. A partire dal marzo 1977 la situazione divenne seria. La crescita del Citizen non corrispondeva alle aspettative e le relazioni fra Luyt e Rhoodie cominciarono a deteriorarsi, quasi a giungere all'aperta ostilità.
Intanto all'inizio del 1976 era opinione generale sia nel governo, sia nell'opposizione, che il Dipartimento dell'Informazione stava facendo un buon lavoro. Ma i guai erano dietro l'angolo.
Il denaro usato dal Ministero dell'Informazione nei progetti segreti su citati provenivano, come già accennato, dal Ministero della Difesa, dal momento che si presumeva che difficilmente ci si sarebbe accorti dello spostamento di pochi milioni di Rand in un budget, quello del Ministero della Difesa, che superava il miliardo di Rand. Ma il Ministero della Difesa dimenticò di aggiungere soldi al Ministero dell'Informazione alla somma richiesta dal Tesoro. Dal momento in cui si scoprì l'errore, non c'erano più fondi disponibili. A rendere le cose ancora più gravi, il Ministro della Difesa Pieter Willem Botha non era d'accordo che il suo dicastero finanziasse un progetto segreto: stavano affiorando i primi indizi di malcontento all'interno del governo.
Nel luglio 1977 voci e speculazioni riguardo ad azioni finanziarie illecite all'interno del Ministero dell'Informazione divennero così serie che fu ordinata una verifica ai registri del ministero. Giravano anche pettegolezzi di legami fra il Ministero dell'informazione e The Citizen. Ciò portò, alla fine del 1977, Luyt a ritirarsi dal giornale (la proprietà del Citizen fu trasferita ufficialmente a nuovi editori, Jussen e Van Zyl Alberts).

## Scoppia lo scandalo
Lo Scandalo dell'Informazione divenne pubblico grazie a due giornalisti del Rand Daily Mail, Mervyn Rees e Chris Day, che comunicarono le prime indiscrezioni riguardo alla guerra di propaganda. Le notizie giunsero dapprima da una fonte sconosciuta che sperava che i due giornalisti volessero proteggere la sua identità e volessero seguire la vicenda in modo serio e onesto. Ma dopo che la notizia venne pubblicata, molte fonti si fecero avanti rivelando tutti i più reconditi segreti ai media.
In conseguenza di ciò, nel novembre 1977 Les de Villiers, uno dei vice di Rhoodie, si dimise dal Ministero, posto che aveva tenuto per 17 anni e si unì ad una società di pubbliche relazioni, la Sidney Baron di New York. Alla fine, di fronte alle crescenti critiche, nel maggio 1978, Connie Mulder dovette rispondere di fronte al Parlamento delle attività del suo ministero. In risposta alle questioni poste dalla Camera, egli dichiarò categoricamente che il Citizen non era finanziato da denaro pubblico (qualche tempo dopo fu a causa di questa bugia che alla fine cadde in disgrazia e perse ogni carica politica).
Nell'autunno del 1978 lo scandalo raggiunse livelli di crisi. In conseguenza delle rivelazioni giornalistiche il Ministro delle Finanze Owen Horwood aprì un'inchiesta sotto gli auspici del Giudice Anton Mostert per indagare sulle presunte violazioni alle norme sul Cambio estero. Inoltre il Parlamento istituì una Commissione d'Inchiesta sui Conti Pubblici allo scopo di indagare sulle relazioni finanziarie del Ministero dell'Informazione. Poco dopo l'Auditore Generale, una sorta di revisore dei conti, presentò un rapporto che accusava il Ministero di Mulder di serie irregolarità finanziarie e di uso di fondi senza la ratifica del Ministero del Tesoro come previsto dalla legge. Infine la relazione della Commissione d'Inchiesta costrinse il Primo Ministro John Vorster alle dimissioni per assumere, poco tempo più tardi, l'incarico di Presidente Statale del Sudafrica, carica poco più che onorifica.
Il 2 novembre 1978, nonostante le dichiarazioni del nuovo Premier Botha e del Ministro Horwood, il giudice Mostert convocò una conferenza stampa per far conoscere i dettagli dello scandalo. Mercoledì 3 novembre sotto il titolo " È tutto vero" il Rand Daily Mail scriveva:
"La più grande notizia bomba del Sudafrica è scoppiata quando il Giudice Anton Mostert ha reso pubbliche le prove sbalorditive che hanno confermato le voci riportate dal nostro giornale e dal Sunday Express riguardo ad abusi di denaro pubblico attraverso fondi segreti del Ministero dell'Informazione. Il Giudice Mostert ha mostrato prove che dimostrano, al di là di ogni dubbio, che il Citizen era finanziato con denaro pubblico. Come prova il giudice ha dichiarato che, sotto giuramento, Louis Luyt aveva fatto i nomi dell'ex Primo Ministro John Vorster, del dott. Connie Mulder e dell'ex capo del BOSS Hendrik van den Bergh, definendole figure chiave del progetto segreto del finanziamento del giornale."

## La Commissione Erasmus
Lo stesso mese di novembre il Primo Ministro Botha istituì una Commissione Giudiziaria d'inchiesta sull'intera faccenda sotto la presidenza del giudice Reolof Erasmus (detta, per questo, Commissione Erasmus). A differenza della precedente Commissione d'Inchiesta sui Conti Pubblici, alla Commissione Erasmus fu concesso un mandato più ampio ma un periodo più breve per condurre le indagini sullo scandalo. Tale commissione fu, in realtà, una manovra di Botha per offuscare le carriere politiche dei suoi avversari politici. Il principale di questi era Connie Mulder che nel frattempo era continuamente attaccato dai media. Egli fu dapprima privato della sua carica di ministro, poi della sua carica di leader del National Party nel Transvaal e alla fine fu costretto a dimettersi anche dalla sua carica da parlamentare. In modo simile anche il Presidente Vorster fu costretto a dimettersi in disgrazia dopo essere stato pesantemente censurato dalla Commissione Erasmus: infatti nel suo rapporto provvisorio, la Commissione accusò Rhoodie di appropriazione indebita di fondi dello Stato mentre P.W. Botha ed un numero di altre principali figure di uomini di governo furono completamente scagionati in merito ad un qualsiasi coinvolgimento nei progetti segreti dello Scandalo dell'Informazione. Il rapporto finale della Commissione fu pubblicato nel giugno 1979, rapporto che capovolse il verdetto della Commissione d'Inchiesta sui Conti Pubblici: in tale documento Vorster e Mulder erano implicati in modo molto più profondo nella vicenda. La Commissione concluse che Vorster sapeva tutto sull'abuso di denaro pubblico ed era d'accordo su tutto.
Sebbene agli occhi del pubblico il Citizen era ormai ampiamente discreditato, Johnny Johnson, il nuovo editore, negò con forza l'accusa che il giornale fosse poco più che un organo del National Party. Nel suo editoriale del 6 dicembre 1978 scrisse: "Il Citizen è stato fondato e poi finanziato da fondi governativi. Questo è stato accertato dalla Commissione Erasmus. Ma il governo non ha affatto diretto la politica editoriale del giornale. Questa è l'assicurazione che io ho già dato come editore in capo della pubblicazione, e questa è una assicurazione che io ribadisco oggi, quando il giornale è al centro di una nuova tempesta di polemiche. Il Citizen - e non mi stancherò mai abbastanza di sottolinearlo - non era e non è un mezzo di propaganda governativo o del National Party".

## Fuga, arresto e processo di Rhoodie
Rhoodie intanto aveva fatto perdere le sue tracce. Nel febbraio 1979 secondo alcuni giornalisti veniva segnalato in Ecuador. In quel periodo egli era l'uomo più ricercato del Sudafrica e il governo aveva iniziato un procedimento giudiziario contro di lui. Nel marzo 1979 si trasferì in Gran Bretagna dove cercò di ottenere, ma senza successo, asilo politico. In una intervista alla BBC al giornalista David Dimbley il 21 marzo 1979 egli negò in modo deciso le accuse fatte contro di lui, ripetendo continuamente che era stato usato come capro espiatorio dell'intera vicenda e per di più sostenne che importanti figure di governo, incluse il Primo Ministro Botha non solo erano a conoscenza ma approvavano i progetti segreti che egli aveva diretto come Segretario del Dipartimento dell'Informazione. Poco tempo dopo Rhoodie si trasferì in Francia dove alla fine fu arrestato dalle autorità francesi e passò in prigione 88 giorni in attesa dell'estradizione verso il suo paese.
Il processo a suo carico iniziò il 22 settembre 1979 presso la Corte Suprema di Pretoria. Doveva rispondere di sette capi d'accusa riguardanti i reati di truffa, malversazione e furto implicanti un totale di 63.205.000 Rand, tutto denaro pubblico. Nonostante il fatto si fosse dimostrato durante il processo che lo stesso Rhoodie controllasse una serie di fondi neri in Svizzera, Paesi Bassi e Gran Bretagna per finanziare i progetti segreti del Ministero - una somma che oscillava fra i 18 e i 20 milioni di Rand dei quali "nemmeno un centesimo venne smarrito" - l'8 ottobre egli fu trovato colpevole di cinque capi di accusa riguardanti il solo reato di frode subendo una condanna a 6 anni di prigione tutti da scontare. Il giorno seguente gli fu concessa la libertà provvisoria sulla parola grazie ad una cauzione di 90.000 Rand in attesa dell'appello.
Un anno dopo, nell'ottobre 1980 Eschel Rhoodie fu prosciolto da tutti i capi d'accusa riguardanti l'abuso di denaro pubblico dopo una sentenza della Corte di Appello di Bloemfontein. Il giorno seguente convocò una conferenza stampa e rese pubblica una relazione di 10 pagine nella quale esprimeva la sua ripugnanza e sdegno per il trattamento ricevuto da parte delle autorità sudafricane. Fra le altre cose Rhoodie dichiarò: "Ho sempre sostenuto di essere innocente e che il processo contro di me è stato un processo esclusivamente politico. È per questo che mi sono strenuamente opposto agli sforzi che il governo sudafricano ha fatto per estradarmi dalla Francia. Un gruppo di potenti uomini politici hanno usato gli apparati dello Stato, senza contare un'enorme somma di denaro dei contribuenti, per distruggere me e la mia famiglia dal punto di vista politico sociale e finanziario. È vero che ci sono anche state altre vittime al di fuori di me e della mia famiglia, ma gli altri possono parlare per loro stessi. Questo gruppo di politici hanno attuato una vendetta contro la famiglia Rhoodie in un tenace sforzo di annientarci, in primo luogo allo scopo di nascondere il loro proprio coinvolgimento nei progetti governativi di guerra di propaganda segreta fra il 1971 e il 1978. Io rifiuto totalmente il mascheramento di questi ministri fatto dalla Commissione Erasmus". È stato valutato che il governo sudafricano spese 500.000 Rand per far sì che Eschel Rhoodie fosse riconosciuto innocente dalle accuse di frode mosse contro di lui.

## Conseguenze
Lo Scandalo Muldergate fornì l'opportunità al Ministro della Difesa Pieter Willem Botha di succedere a Vorster nella carica di Primo Ministro. Botha utilizzò lo scandalo per perseguire le sue ambizioni politiche: egli usò la vicenda per costringere Vorster e il suo successore designato Mulder a dimettersi, per migliorare la propria immagine di uomo integro dal punto di vista morale e preoccupato della cattiva immagine che il governo riceveva dopo lo scandalo.
Soprattutto le dimissioni di Vorster furono un duro colpo per i sostenitori dell'ex Primo Ministro che in lui ponevano le speranze per il mantenimento del potere e dei privilegi dei bianchi. A peggiorare le cose era il fatto che anche il potenziale successore di Vorster, il suo delfino e Ministro dell'Informazione, dott. Connie Mulder, era coinvolto nella vicenda. Più di ogni altra cosa, fu quest'ultimo particolare che permise a Botha la vittoria nella corsa alla leadership del National Party e quindi del governo. Tale vittoria all'interno del partito fu però di stretta misura, il che dimostrava che egli non godeva di un grande sostegno da parte del partito. Lo Scandalo Muldergate fu lo specchio delle contraddizioni e delle differenze all'interno del partito sul futuro dell'apartheid.
Rhoodie nel marzo 1982 insieme alla moglie Katie si trasferì negli USA. Il suo libro The Real Information Scandal, pubblicato nell'ottobre 1983, conteneva numerose e indiscriminate accuse, non supportate da prove, riguardanti il coinvolgimento di grossi nomi nei progetti segreti. Inoltre nello stesso libro egli sosteneva che dozzine di funzionari governativi erano a conoscenza dei piani segreti che il suo ministero aveva perseguito in modo energico e che per finanziare questi programmi erano stati distribuiti in un periodo di cinque anni 75 milioni di Rand. Le sue accuse coinvolsero anche la politica estera del Sudafrica, soprattutto le alleanze militari con Israele e addirittura le elezioni presidenziali americane del 1980 che portarono alla vittoria di Ronald Reagan.
Rhoodie visse negli USA fino alla sua morte avvenuta il 17 luglio 1993 all'età di 60 anni.